# 朴始昌
朴 始昌（パク・シチャン、박시창）は日本統治時代の朝鮮の独立運動家、大韓民国の軍人。本貫は密陽朴氏。濮始昌とも表記される。

## 経歴
1903年11月、京畿道始興にて朴海謙の三男として生まれる。6歳の時に朴殷植の養子となる。
1916年にソウル五星学校を卒業するとウラジオストクへ行き朴殷植と再会する。1919年9月に上海へ行き大韓民国臨時政府に参加。四民報の発行に関わる。その後、南京中央大学に入学するが1923年に中退した。中退後は上海に戻り朝鮮人青年同盟会に加入して活動。
1926年3月に黄埔軍官学校砲兵科第5期生として入学。在学中に砲兵部隊に編入され北伐に参加。同学校の武漢分校が設立されると砲兵科に入学して1927年に卒業。卒業後は教官として武漢分校に設置された特別班で韓国人学生を指導した。1928年に南京の中央陸軍軍官学校軍官団に入隊。1929年、国民革命軍警衛軍に入隊。1930年、中原大戦に参加。第一次上海事変では第5軍第87師隷下の連長（上尉）として参加。翌年、熱河戦役に参加。
1933年9月から1934年まで南京湯山の陸軍砲兵学校（第2期）に在学。砲兵学校を卒業後は中央陸軍軍官学校洛陽分校の重兵器教官となる。1935年頃に金九による軍官学校の生徒募集活動に協力。1936年8月29日、陸軍砲兵上尉。1937年の盧溝橋事件勃発時には劉安祺の部隊で砲兵団に所属していた。同年、中央陸軍軍官学校第一分校第14期第3総隊第1大隊第3隊（総隊長：章履和少将、大隊長：傅湘臨上校、隊長：盛鐘岳中校）少校隊附。
日中戦争が勃発すると重慶の新兵訓練処に配属。重慶軍政部第1補充訓練処第4団第3営営長。宜昌作戦に参加。1940年、第39軍暫編第51師第1団第2営営長（中校）。後に第51師（師長：周志道）歩兵団団長。長衡会戦、桂柳会戦などの戦いに参加。1942年、第3戦区司令部服務。1943年12月、中国陸軍大学特別班第6期卒業。
1943年、光復軍総司令部高級参謀。1944年10月、韓国臨時政府参謀部参謀。1945年8月、光復軍上海暫編支隊長。上海一帯で活動し、韓僑の生命財産の保護と朝鮮籍日本兵の帰国斡旋に尽くした。1946年7月に帰国。
柳東説統衛部長の勧めで警備士官学校特別第3期に入学。1947年3月、卒業して任大尉（軍番10358番）。任官から一か月後に少領に昇進した。第2連隊第2大隊長。
1948年11月25日、第16連隊長（中領）。
1949年5月、護国軍第102旅団長。同年9月、大田地区兵事区司令官（大領）。
朝鮮戦争前は忠清道衛戍司令官を務めた。1950年7月9日、第1軍団民事部長。中国人民志願軍の参戦で撤収する際、第1軍団予備役民間参謀として数十台のトラックを徴発して咸興及び興南一帯の避難民を陸路で輸送した。興南撤収作戦では、米軍側と共同して避難民の分類、制御、保護業務を遂行し、避難民の衣食住問題の解決に尽力した。
1951年5月、韓国勤務団第103師団長。
1952年4月15日、全羅北道地区兵事区司令官（～1954年12月5日）。
1956年、第1軍団副軍団長（准将）。
1959年6月、少将で予備役編入。韓国軍で要職に就くことはなかったが、これは李承晩と朴殷植の不仲が原因だったとも言われている。
大同工業顧問、第5代光復会会長などを務めた。
1963年、建国勲章独立章授与。
1986年6月7日、ソウル始興の自宅で老衰により死去。
2007年9月、大韓民国国家報勲処が9月の「今月の独立運動家」に選定。

## 親族
- 父 朴殷植（박은식）：独立運動家、韓国臨時政府大統領
- 岳父 崔重鎬（최중호）：独立運動家、仁成学校校長
- 妻 崔允信（최윤신）：1936年結婚
- 長男 朴維徹（박유철）：大韓民国国家報勲処処長、光復会会長
- 長女 朴維淑（박유숙）[25]
- 次男 朴維鍾（박유종）[25]
  - 孫女 朴志ヨン（英語版）（박지영、Jennifer Park Stout）：アメリカ合衆国国務省東アジア・太平洋局の副次官補（公共外交担当）[26][27]や国務長官次席補佐官などを務めた[28]
- 次女 朴維淳（박유순）[25]
- 三女 朴維實（박유실）[25]
- 四女 朴維星（박유성）[25]